# Clásica de San Sebastián 2012
32. edycja wyścigu kolarskiego Clásica de San Sebastián odbyła się w dniu 14 sierpnia 2012 roku i liczyła 234 km. Start i meta wyścigu znajdowały się w San Sebastián.

## Uczestnicy
Na starcie wyścigu stanęło 20 ekip. Wśród nich znalazło się wszystkie osiemnaście ekip UCI World Tour 2012 oraz dwie inne zaproszone przez organizatorów.
| Numery | Kod | Drużyna                 |
| ------ | --- | ----------------------- |
| 1–8    | AST | Pro Team Astana         |
| 11–18  | SKY | Sky Procycling          |
| 21–28  | LIQ | Liquigas-Cannondale     |
| 31–38  | KAT | Team Katusha            |
| 41–48  | OPQ | Omega Pharma-Quick Step |
| 51–58  | BMC | BMC Racing Team         |
| 61–68  | RNT | RadioShack-Nissan       |
| 71–78  | OGE | Orica-GreenEDGE         |
| 81–88  | GRS | Garmin-Sharp            |
| 91–98  | LTB | Lotto-Belisol           |

| Numery  | Kod | Drużyna                     |
| ------- | --- | --------------------------- |
| 101–108 | MOV | Movistar Team               |
| 111–118 | EUS | Euskaltel-Euskadi           |
| 121–128 | LAM | Lampre-ISD                  |
| 131–138 | RAB | Rabobank Cycling Team       |
| 141–148 | VCD | Vacansoleil-DCM             |
| 151–158 | ALM | Ag2r-La Mondiale            |
| 161–168 | FDJ | FDJ-BigMat                  |
| 171–178 | STB | Team Saxo Bank-Tinkoff Bank |
| 181–188 | ACG | Andalucía                   |
| 191–198 | CJR | Caja Rural                  |

## Klasyfikacja generalna
| M-ce | Imię i nazwisko     | Kraj      | Drużyna                     | Czas      |
| ---- | ------------------- | --------- | --------------------------- | --------- |
| 1.   | Luis León Sánchez   | Hiszpania | Rabobank                    | 5h 55′34″ |
| 2.   | Simon Gerrans       | Australia | Orica-GreenEDGE             | + 07″     |
| 3.   | Gianni Meersman     | Belgia    | Lotto-Belisol               | + 07″     |
| 4.   | Christophe Le Mevel | Francja   | Garmin-Sharp                | + 07″     |
| 5.   | Bauke Mollema       | Holandia  | Rabobank                    | + 07″     |
| 6.   | Mauro Santambrogio  | Włochy    | BMC Racing Team             | + 07″     |
| 7.   | Mads Christensen    | Dania     | Team Saxo Bank-Tinkoff Bank | + 07″     |
| 8.   | Joaquim Rodríguez   | Hiszpania | Katusha                     | + 07″     |
| 9.   | Xavier Florencio    | Hiszpania | Movistar                    | + 07″     |
| 10.  | Diego Ulissi        | Włochy    | Lampre-ISD                  | + 07″     |